# UddannelsesGuiden
UddannelsesGuiden eller ug.dk er en platform drevet af Undervisningsministeriet og Styrelsen for It og Læring, hvorfra man kan søge informationer om alle anerkendte uddannelser i Danmark. Hjemmesiden blev relanceret i 2009, da Undervisningsministeriet ønskede at lave én samlet indgang til samtlige uddannelser. Hjemmesiden er organiseret efter delene i det danske uddannelsessystem og er således emneinddelt i ungdomsuddannelser, videregående uddannelser og voksen- og efteruddannelser.
Udover beskrivelser af uddannelser introducerer hjemmesiden til arbejdsmarkedet, jobs og karriereveje. UddannelsesGuiden har desuden en række inspirations- og vejledningsværktøjer indbygget, og den bliver hyppigt brugt i uddannelsesvejledningen, kommunerne står for, og i jobcentrene. Alle anerkendte uddannelsesinstitutioner i Danmark, dvs. alle institutioner, der udbyder uddannelse fastlagt ved lov, er forpligtet på at indberette informationer om udbudte kurser, fag og hold til Undervisningsministeriet, som efterfølgende systematiserer og publicerer på hjemmesiden, så den til hver en tid er ajourført.
UddannelsesGuidens henvender sig primært til uddannelsessøgende og professionelle i sektoren, hvilket f.eks. tæller vejledere, lærere og jobcentermedarbejdere samt uddannelsesinstitutioner. Udover den primære opgave bestående i vejledning af studerende er siden også indgang til Styrelsen for It og Lærings Videnscenter for Vejledning og eVejledning.